# 天下普請
天下普請（てんかぶしん）とは、豊臣政権や江戸幕府が全国の諸大名に命令し、行わせた土木工事のこと。なかでも城郭普請が有名であるが、道路整備や河川工事などインフラストラクチャー整備などの工事も含んでいる。
実際の作業では、諸大名の共同作業を一斉に実施し、分担箇所を細分化して割り当てる割普請（わりぶしん）と呼ばれる方法などが採られた。作業にかかる材料費や人件費などは、各大名が負担した。大名の財力を消耗させる狙いがあったとされる。

## 整備対象

### 城郭
天下普請によって築かれた城郭
- 江戸城（武蔵国・東京都）
- 名古屋城（尾張国・愛知県）
- 大坂城（摂津国・大阪府）
- 高田城（越後国・新潟県）
- 駿府城（駿河国・静岡県）
- 伊賀上野城（伊賀国・三重県）
- 加納城（美濃国・岐阜県）
- 福井城（越前国・福井県）
- 彦根城（近江国・滋賀県）
- 膳所城（近江国・滋賀県）
- 二条城（山城国・京都府）
- 丹波亀山城（丹波国・京都府）
- 篠山城（丹波国・兵庫県）

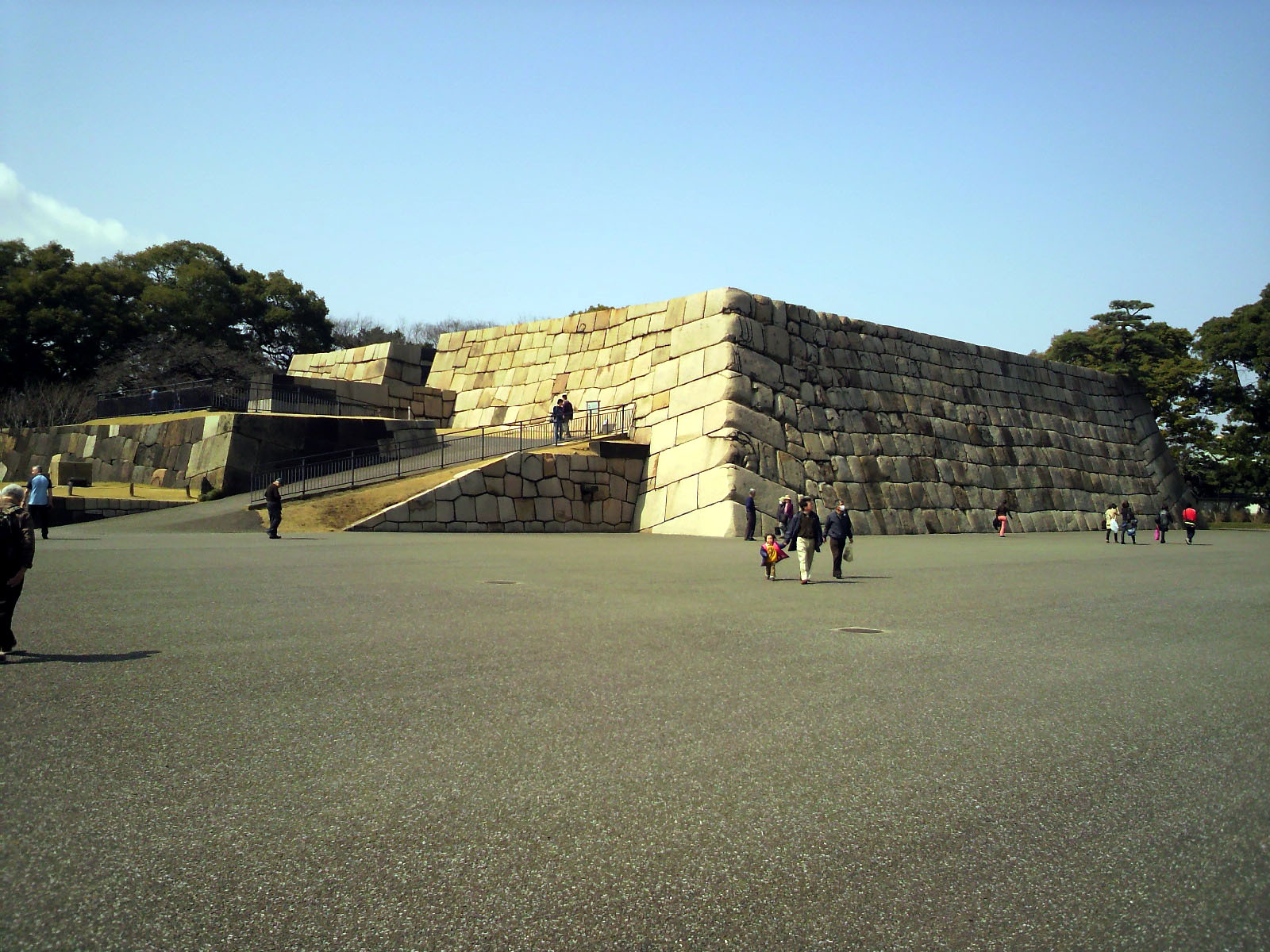
江戸城・本丸天守台
名古屋城・再建天守
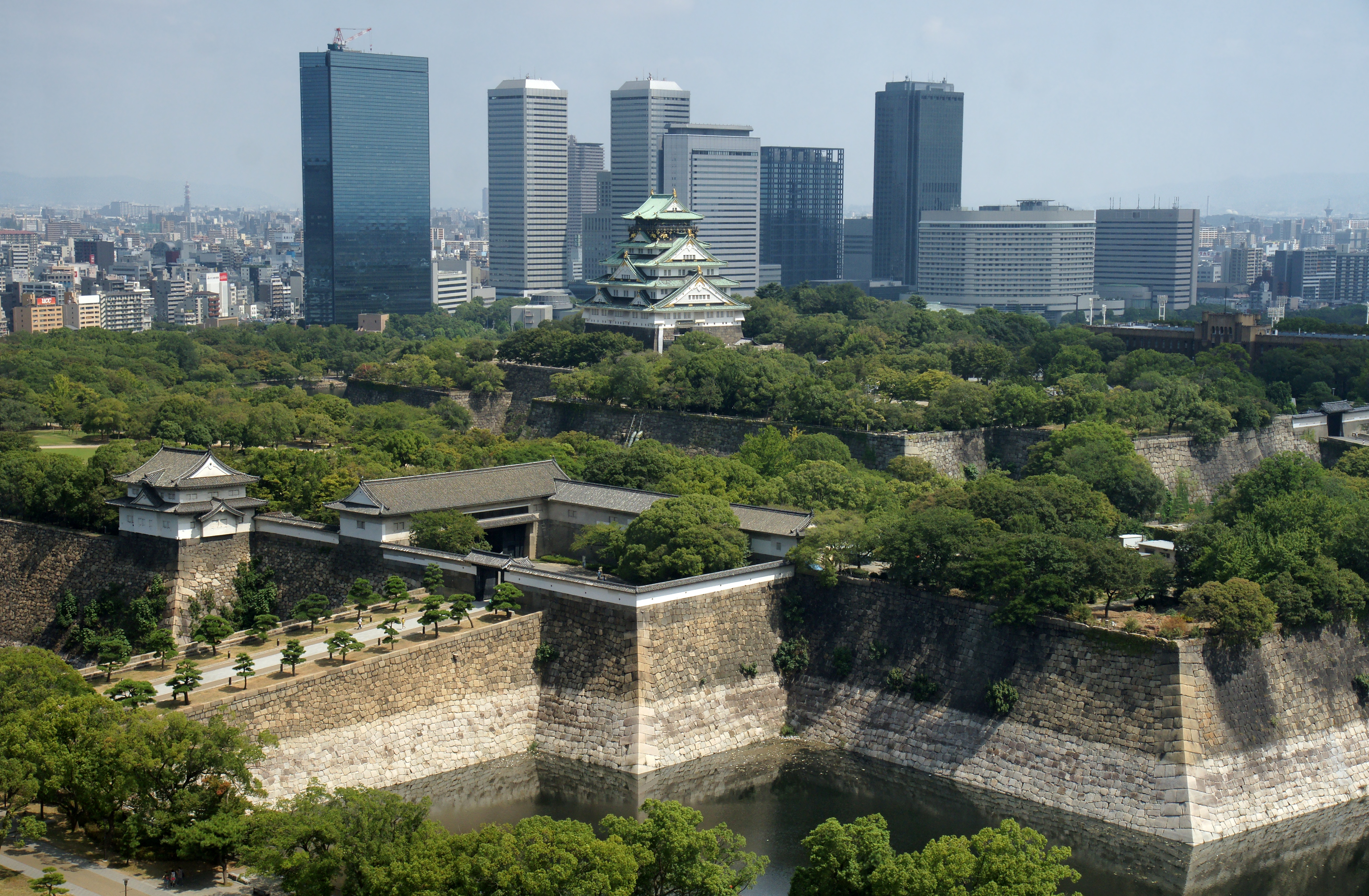
大坂城・復興天守と大手門
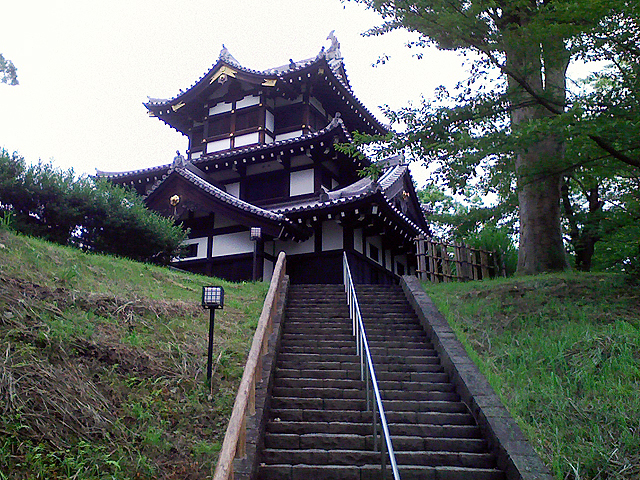
高田城・復興三階櫓
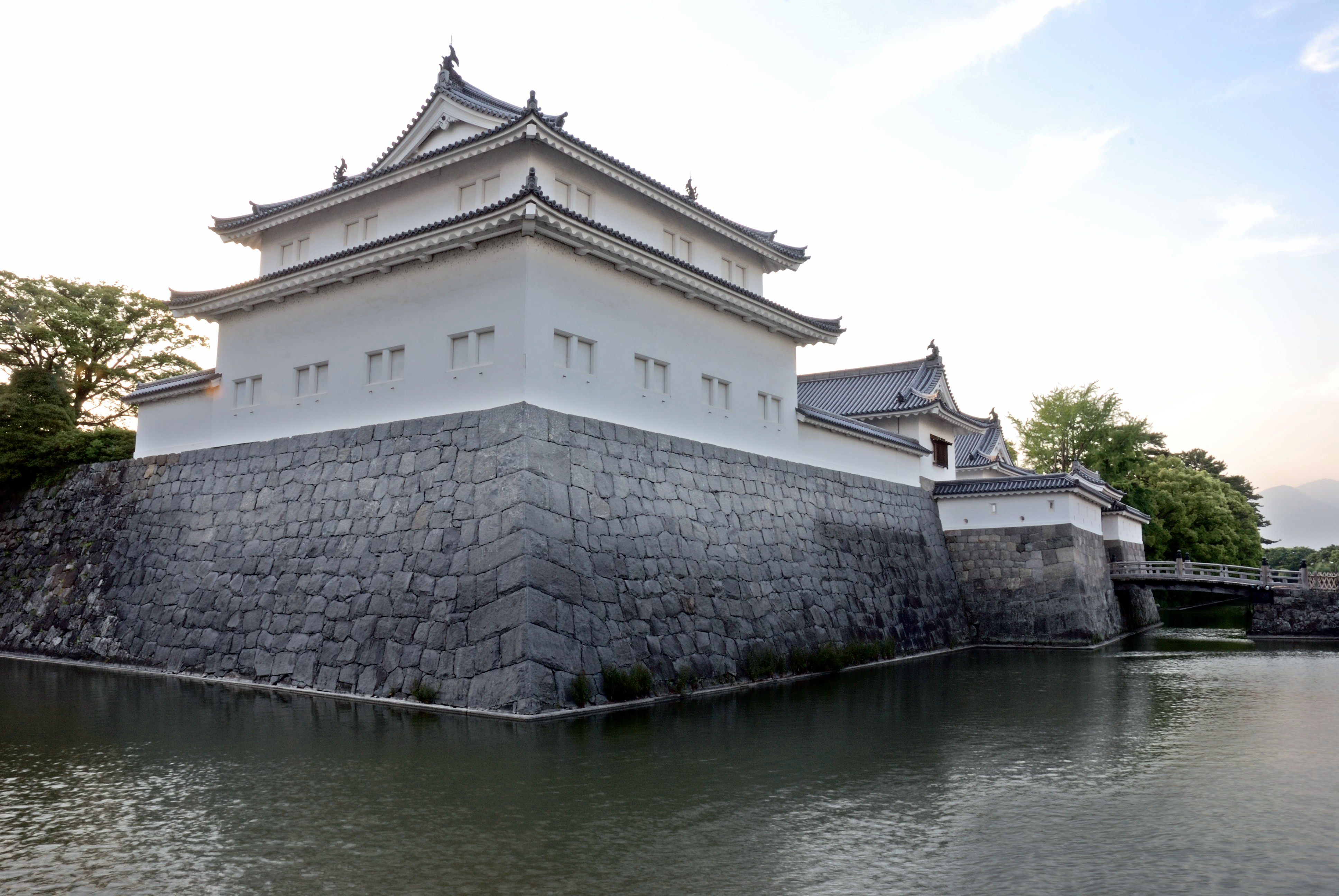
駿府城・再建巽櫓
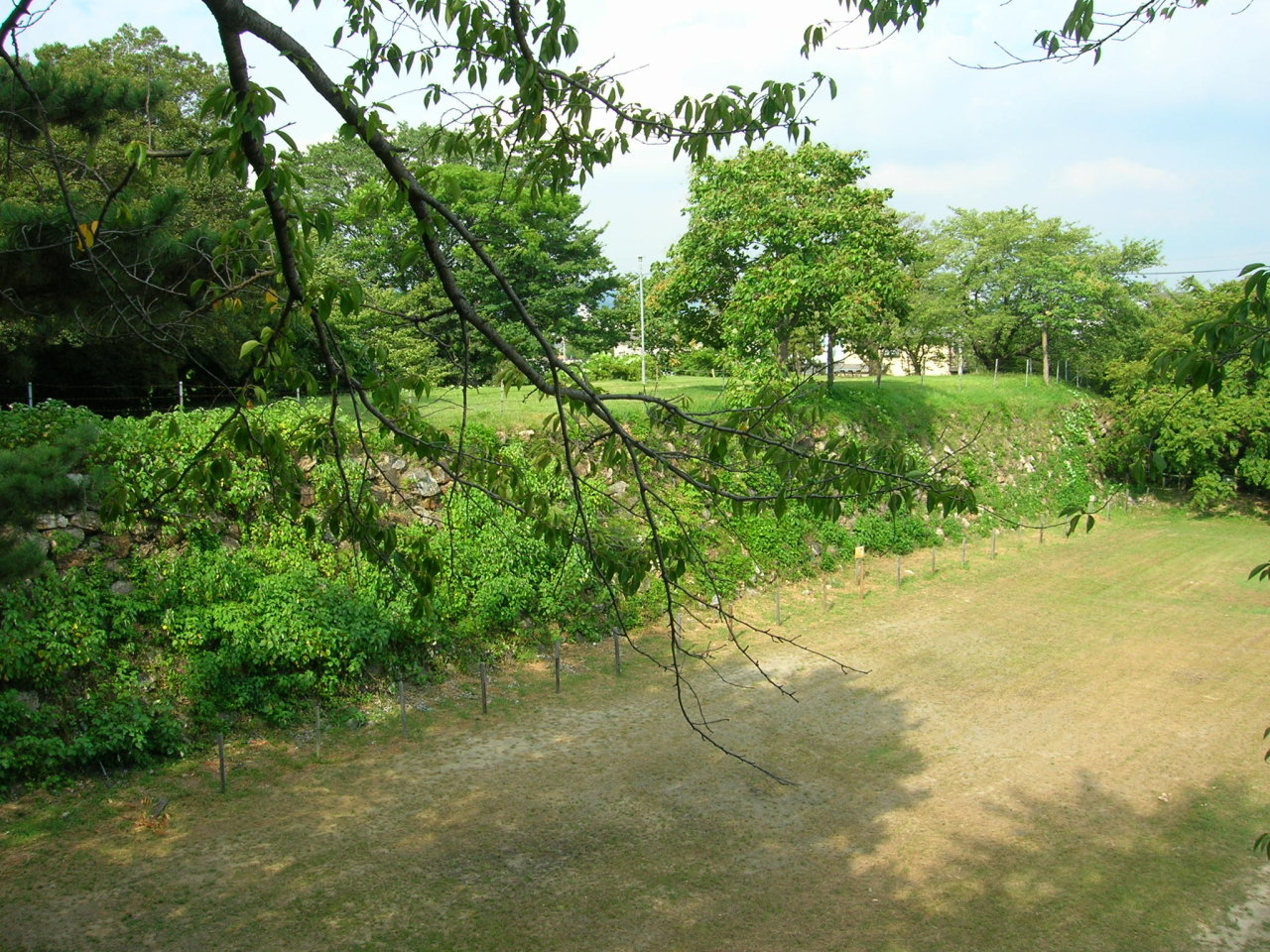
加納城・本丸石垣
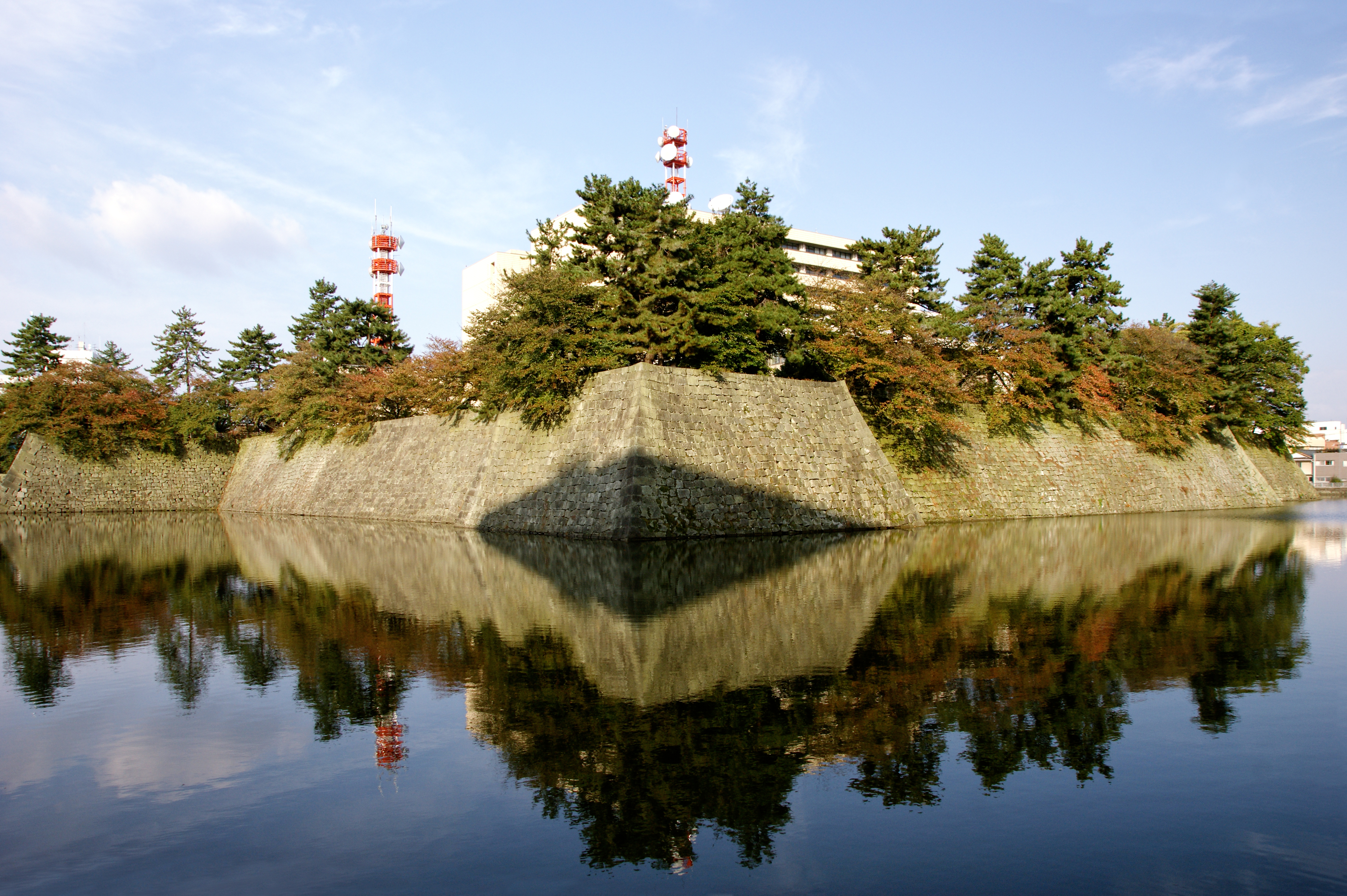
福井城・石垣と堀
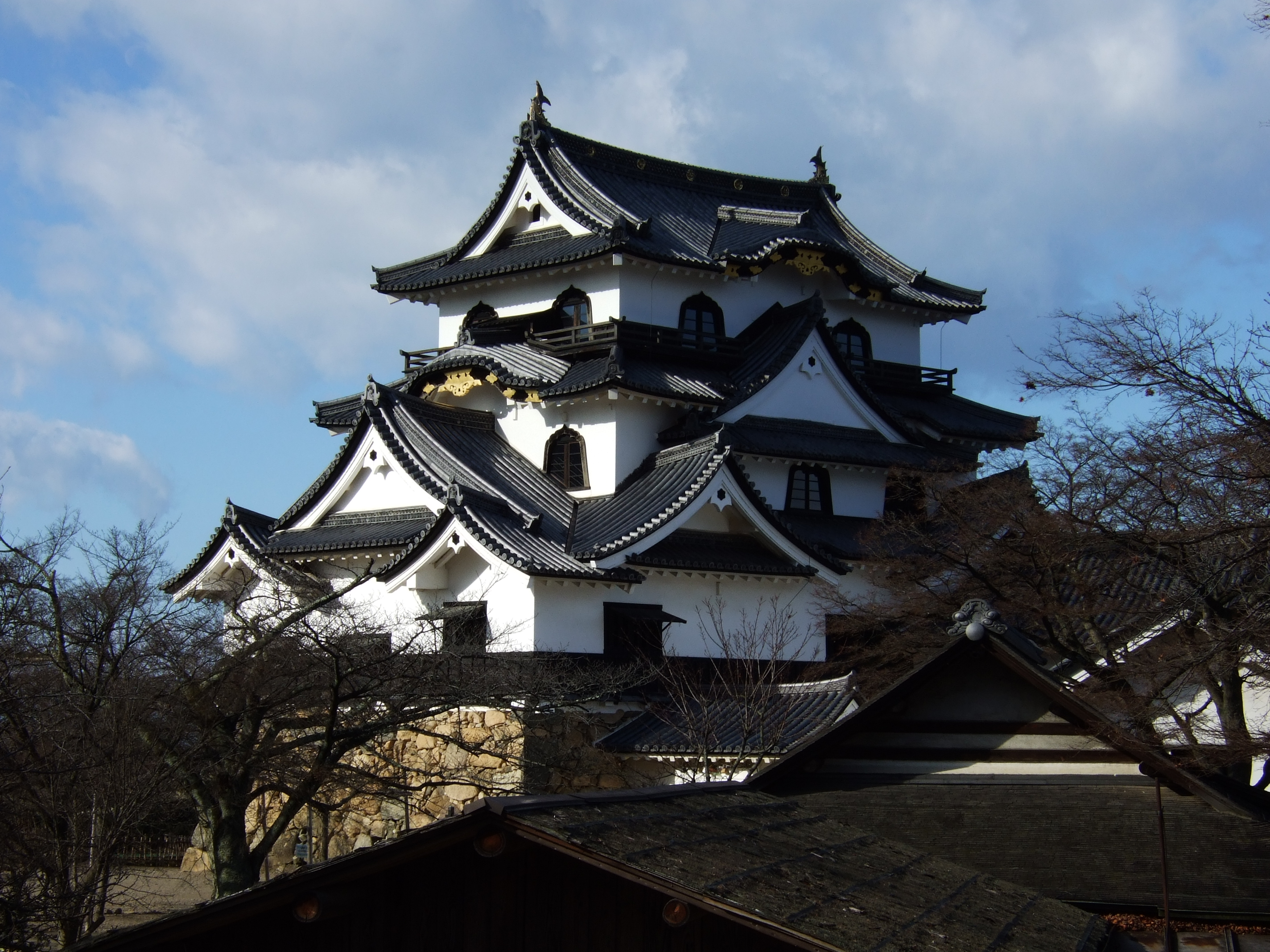
彦根城・天守（国宝）
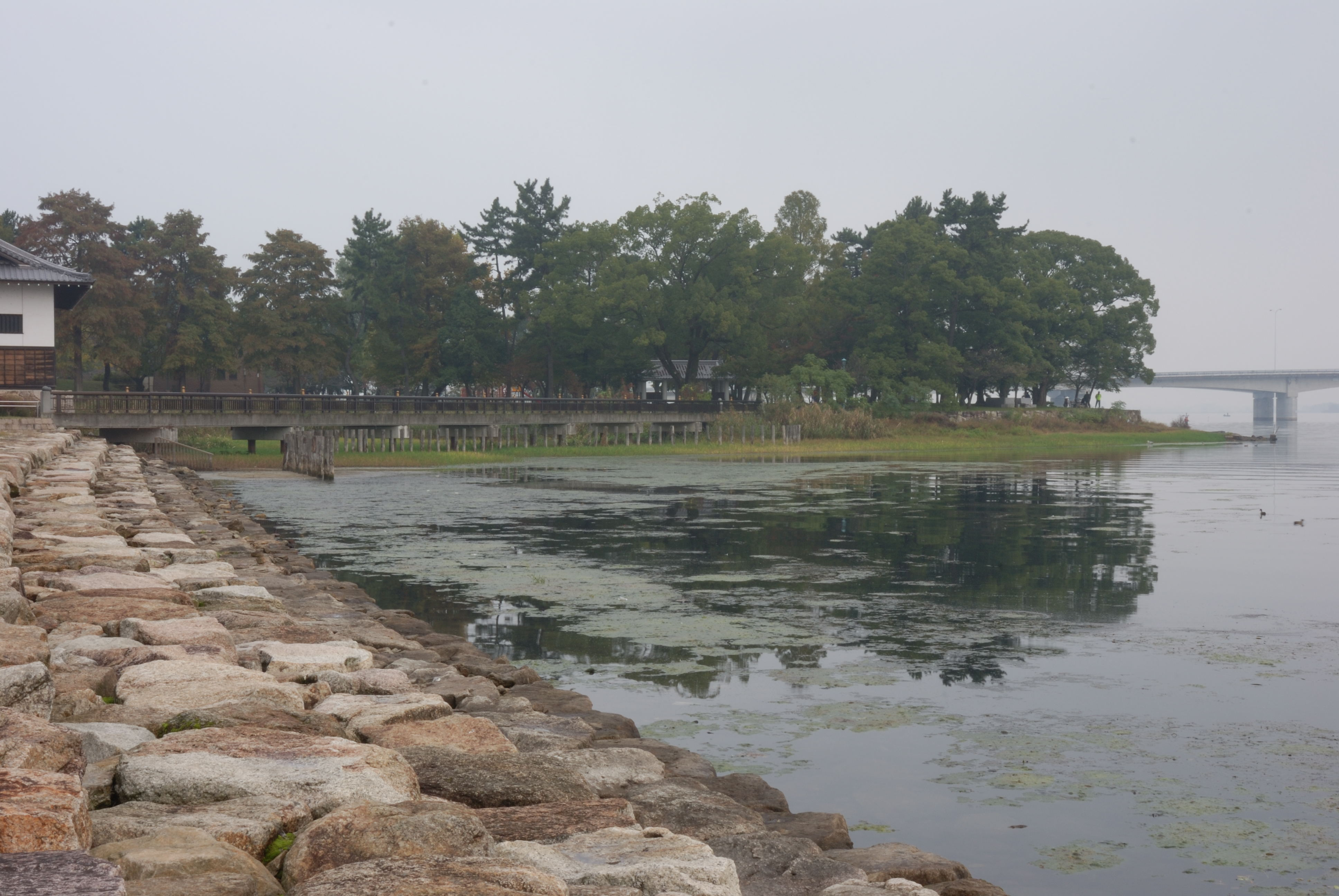
膳所城・本丸遠景
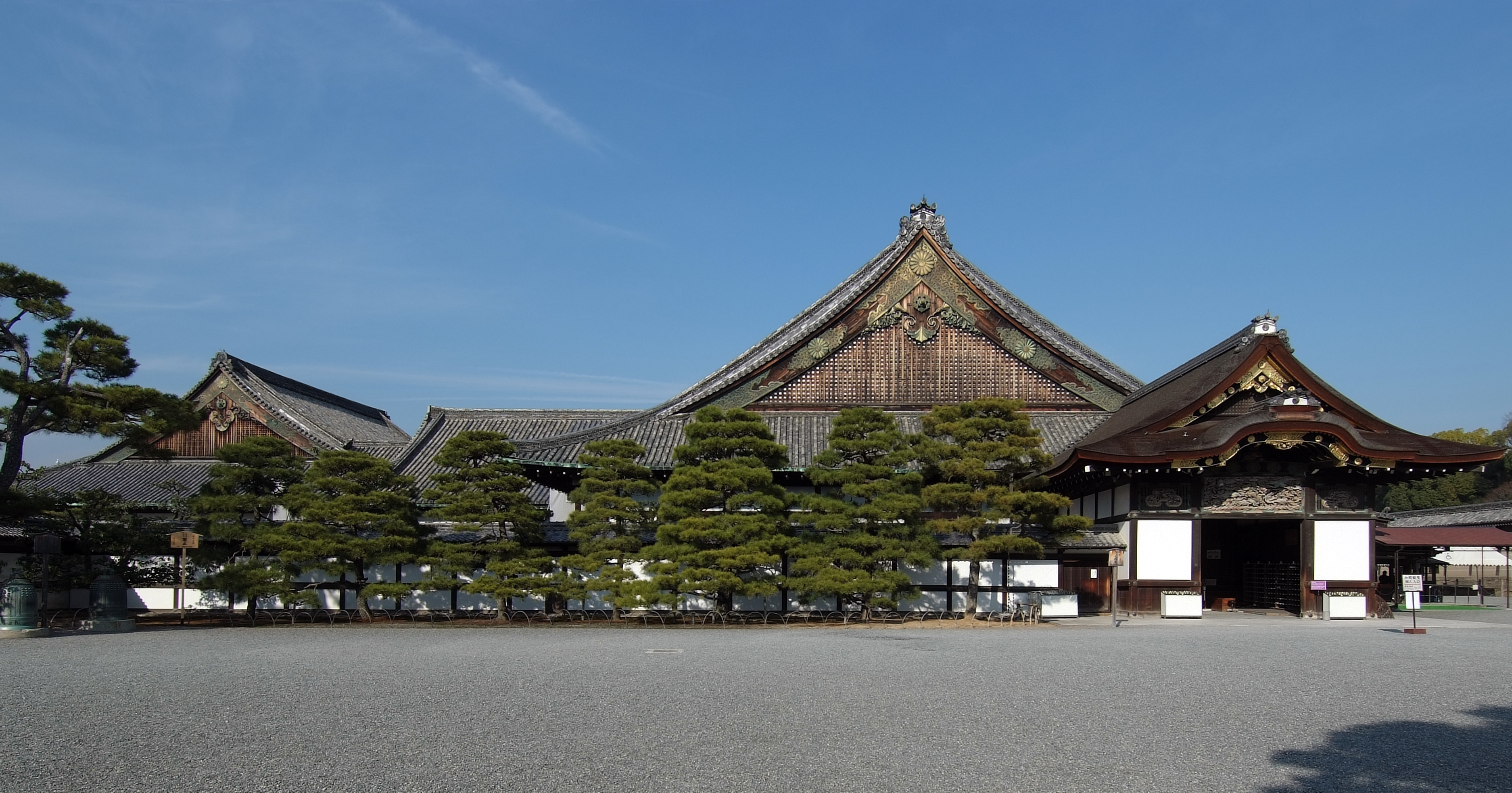
二条城・二の丸御殿
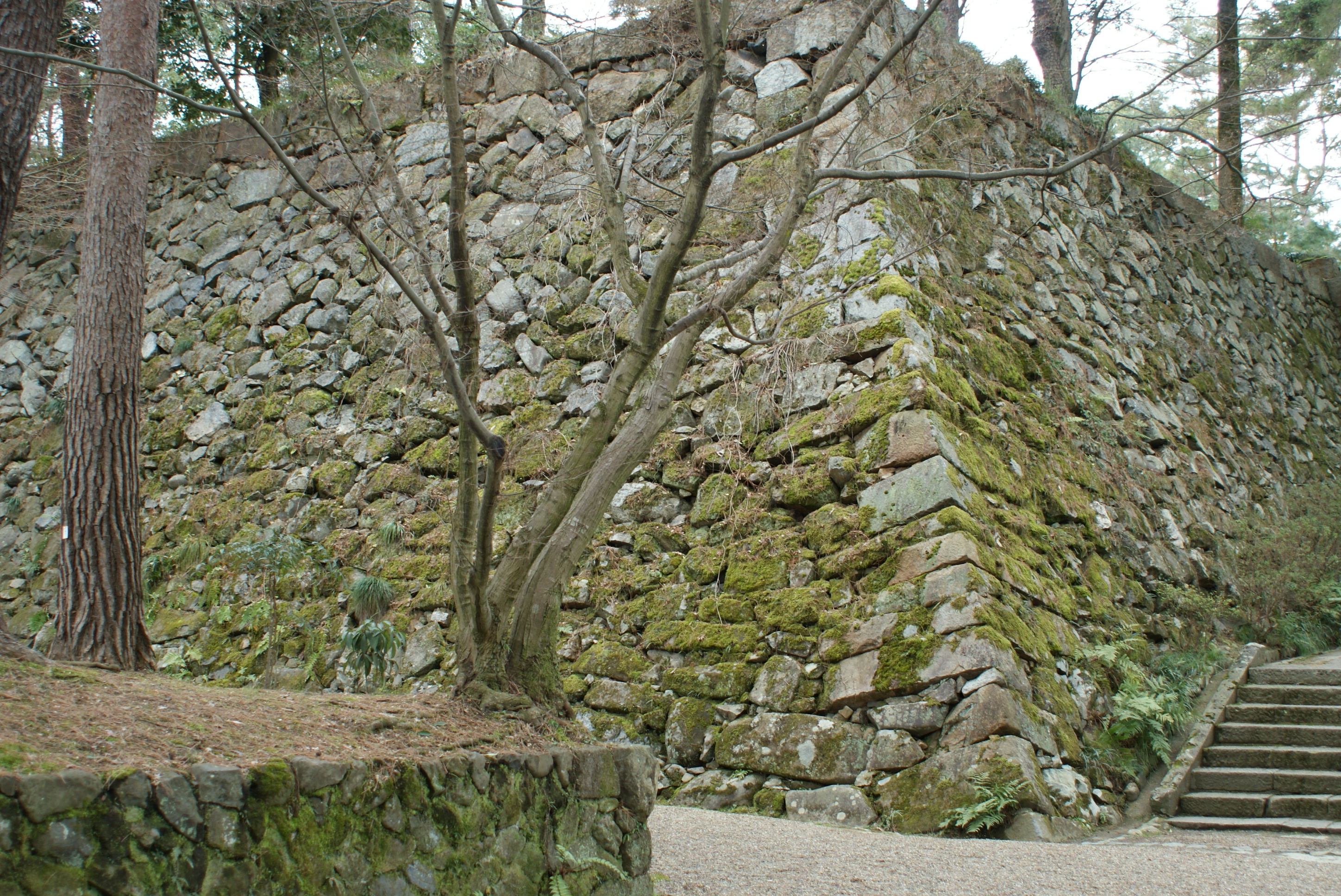
丹波亀山城・石垣
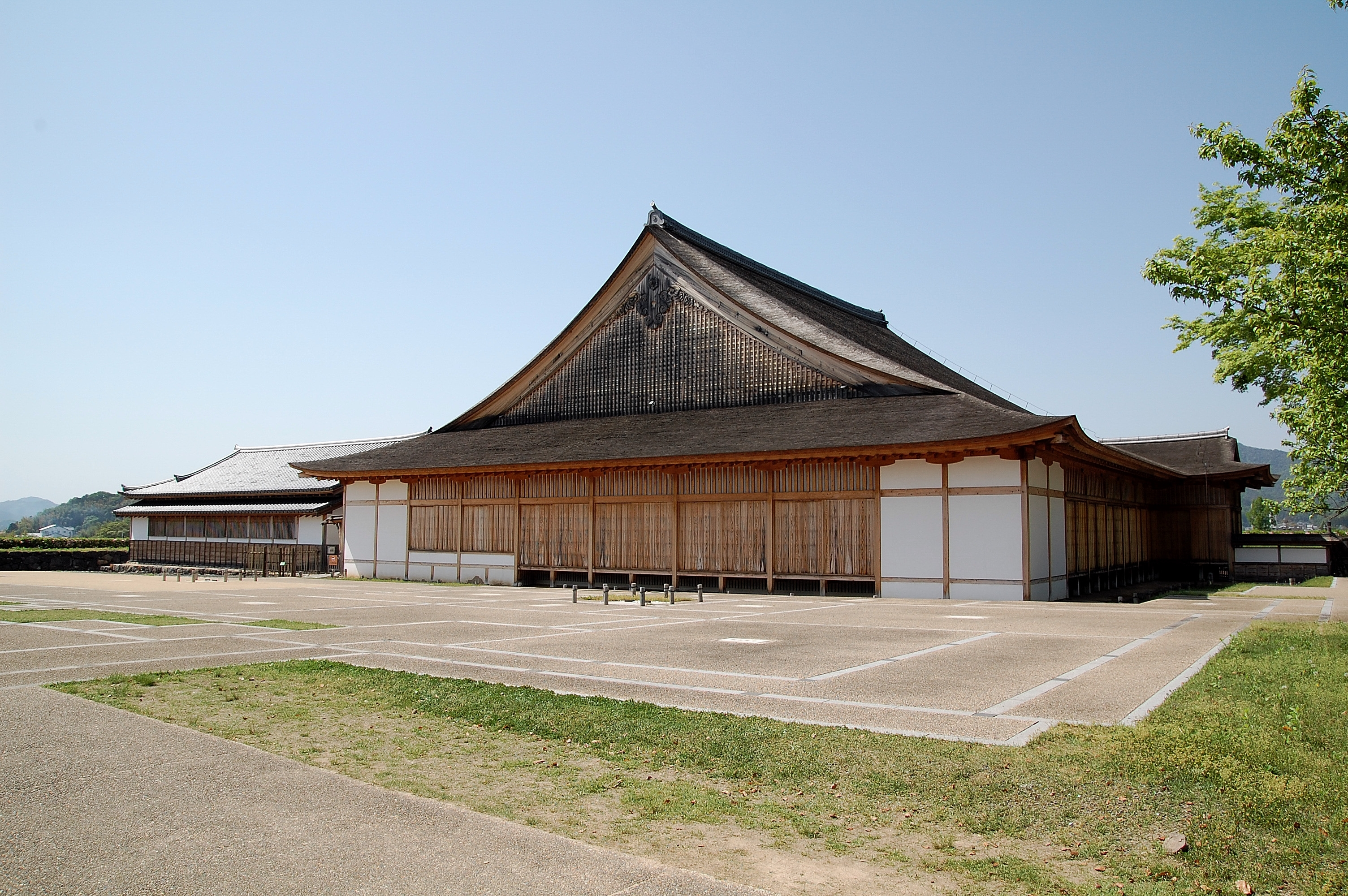
篠山城・大書院

### 河川
- 日比谷入江の埋立
- 神田川の開削
- 京橋川の開削
- 安倍川治水工事
- 木曽川治水工事（宝暦治水）

### 寺社
- 南宮大社社殿再建